# Kościół św. Bartłomieja w Rogowie
Kościół Świętego Bartłomieja – rzymskokatolicki kościół parafialny należący do dekanatu rypińskiego diecezji płockiej.
Obecna świątynia została zbudowana w 1878 roku według projektu architekta Gocławskiego na miejscu starszej, drewnianej wzmiankowanej w 1825 roku. Kościół został wzniesiony z kamieni i cegły w stylu neoromańskim. Posiada wieżę od strony zachodniej i kaplicę od strony południowej. Polichromia wnętrza jest dziełem Wiesława Drapiewskiego i powstała w 1930 roku.
Wyposażenie wnętrza jest skromne, należą do niego: feretron z rzeźbą Matki Boskiej Skępskiej, krucyfiks powstały w XVI wieku, komoda w zakrystii powstała w 1. połowie XIX wieku oraz komplet naczyń liturgicznych.